# Dinastia Lê Restaurada
A Dinastia Lê Restaurada (em vietnamita: Nhà Lê trung hưng; 茹黎中興; Hán-Việt: 黎中興朝, Lê trung hưng triều), também chamada de Restauração Lê Posterior na historiografia, oficialmente Đại Việt (Chữ Hán : 大越), foi uma dinastia vietnamita que existiu entre 1533 e 1789. A Dinastia Lê Inicial (1428–1527) e a Dinastia Lê Restaurada (1533–1789) formaram coletivamente a Dinastia Lê Posterior. 
Este período marcou o fim da segunda ou posterior dinastia Lê, que floresceu por 100 anos, de 1428 a 1527, até que um mandarim de alto escalão, Mạc Đăng Dung, roubou o trono do imperador Lê Cung Hoàng em 1527 e estabeleceu a dinastia Mạc, governando todo o território de Đại Việt. Os monarquistas Lê escaparam para o Reino de Lan Xang (hoje Laos). O Comandante-Geral Direito dos Cinco Exércitos e Marquês de An Thanh (vietnamita: Hữu vệ Điện tiền tướng quân An Thanh hầu) Nguyễn Kim convocou o povo que ainda era leal ao imperador Lê e formou um novo exército para iniciar uma revolta contra Mạc Đăng Dung. Posteriormente, Nguyễn Kim retornou a Đại Việt e liderou os monarquistas Lê em uma guerra civil de seis anos antes que os Lê conseguissem capturar territórios em Thanh Hóa. Isso marcou o início da era das dinastias do Sul e do Norte. Os Lê e Mạc continuariam a longa guerra civil pelos próximos 40 anos.
Em 1592, incapaz de resistir às forças dos Lê, a dinastia Mạc recuou para o norte e estabeleceu uma nova capital na província de Cao Bằng, aliando-se à dinastia Ming da China como uma nação tributária contra a dinastia Lê. A dinastia Lê renascentista acabou reconquistando três quartos do seu antigo reino. Na medida em que a dinastia Mac governou a porção norte de Đại Việt enquanto a dinastia Lê governou o restante do país, esse período ficou conhecido como o período das dinastias do Norte e do Sul. Após capturar a capital Đông Kinh, Nguyễn Kim fez do filho do ex-imperador Lê Chiêu Tông, Lê Trang Tông imperador de Đại Việt. O título foi dado a Lê Trang Tông, no entanto, apenas como uma figura decorativa. Nguyễn Kim manteve o poder real para si e governou o reino. Em 1545, Nguyễn Kim foi envenenado por Dương Chấp Nhất), um general rendido da dinastia Mạc. O poder da corte real foi então passado para o genro de Nguyễn Kim, Trịnh Kiểm, que se tornou o fundador dos senhores Trịnh. Mais tarde, o primeiro filho de Nguyễn Kim, Nguyễn Uông, foi assassinado por Trịnh Kiểm. O segundo filho de Nguyễn Kim, o Marquês de Hạ khê (Hạ khê hầu) Nguyễn Hoàng mudou-se para o sul, tornou-se vice-rei da província de Thuận Hoá, fundou os senhores Nguyễn e iniciou uma revolta contra o reinado dos senhores Trịnh. Como tal, Đại Việt foi dividido por 232 anos enquanto os dois senhores lutavam entre si no que hoje é conhecido como Guerra Civil Trịnh–Nguyễn. Este conflito só terminou quando os irmãos Tây Sơn lideraram os camponeses na rebelião Tây Sơn, conquistando o reino inteiro em 1789. O último imperador da dinastia Lê, Lê Chiêu Thống, fugiu para o exílio na China e a dinastia entrou em colapso. 

## História
Em 1533, a aliança Nguyễn-Trịnh capturou Đông Kinh (Capital Oriental) do Vietnã e coroou Lê Trang Tông como o próximo imperador Lê. Na história oficial vietnamita, esta data marca o fim da dinastia Mạc, embora a realidade tenha sido bem diferente. Mạc Đăng Dung governou Hanói até sua morte em 1541 e seus descendentes governaram Hanói até 1592. O país foi dividido em duas partes, embora gradualmente a aliança Trịnh-Nguyễn tenha assumido cada vez mais o controle do país dos Mạc (para histórias mais completas dessa época: veja o artigo sobre os senhores Trịnh e o artigo sobre os senhores Nguyễn). 

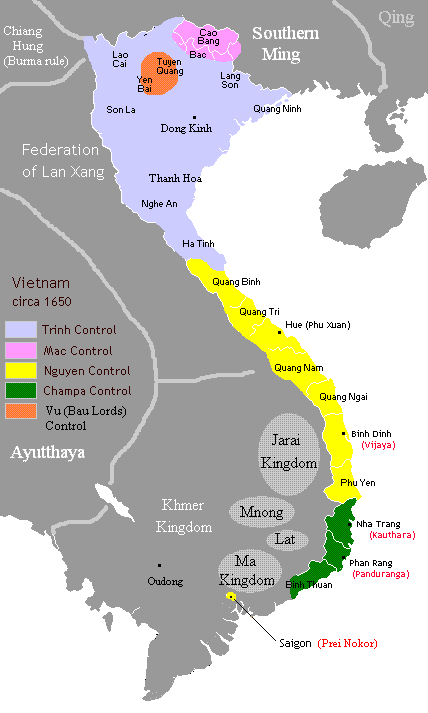
Mapa do Vietnã mostrando (aproximadamente) as áreas controladas pelos Trịnh, Nguyen, Mac e Panduranga por volta do ano de 1650.

Em 1592, com a conquista de Đông Kinh, o imperador vietnamita Lê Thế Tông, foi instalado na antiga capital. Os imperadores Lê permaneceram como governantes testa de ferro em Đông Kinh até que a Revolta de Tây Sơn finalmente tirou os Trịnh e os Le do poder. A seguir está a lista oficial dos imperadores Lê de 1533 a 1789: 
- Lê Trang Tông (1533–1548) – Um filho do príncipe Ý chamado Ninh. Coroado Imperador no "Palácio de Inverno" em 1533. Oficialmente reconhecido como Rei por uma delegação Ming em 1536. Um ataque às forças Mac lideradas pelo general Le Nguyễn Kim resultou na partição do Vietnã em 1545, com a família Nguyễn tomando o controle da parte sul do país até o norte, onde hoje é a província de Thanh Hóa. O Nguyễn, que assumiu o título hereditário de chúa (senhor), continuou a professar lealdade à dinastia Lê
- Lê Trung Tông (1548–1556) – Durante seu reinado, a guerra com os Mạc continuou.
- Lê Anh Tông (1556–1573) – Em 1572, o exército real sob Trịnh Tùng capturou Hanói. Mas um ano depois, o exército Trịnh foi expulso de Hanói. O Imperador aproveitou o caos para fugir para a Província de Nghệ An para escapar do controle de Trịnh Tùng. No entanto, Trịnh Tùng simplesmente nomeou um novo Imperador e mandou assassinar Lê Anh Tông.
- Lê Thế Tông (1573–1599) – No final do século XVI, a família Trinh havia expulsado a família Mac e começado a governar a metade norte do país também em nome da dinastia Lê. Quando Hanói foi capturada pela segunda (e última) vez em 1592, a Corte voltou para a antiga capital. O Imperador deu a Trịnh Tùng o título de Príncipe Pacificador (Binh An Vương) em reconhecimento à sua grande vitória sobre os Mạc. Os Trinh, que, como os Nguyễn, assumiram o título de chúa, passaram a maior parte do século XVII tentando depor os Nguyễn.
- Lê Kính Tông (1600–1619) – No início de seu reinado, Nguyễn Hoàng, um dos Lordes Nguyễn, recusou-se a aceitar os éditos imperiais de Le Kinh Tong. Após 19 anos como figura de proa, Le Kinh Tong se envolveu em uma conspiração para matar Trịnh Tùng e tomar o poder. Ele foi executado e um novo Imperador foi nomeado.
- Lê Thần Tông (1619–1643) – No início de seu governo, Nguyễn Phúc Nguyên, líder dos Lordes Nguyễn, recusou-se a reconhecer o novo Imperador. Após sete anos de tensão crescente, a grande guerra entre os Trịnh e os Nguyễn começou (veja Guerra Trịnh–Nguyễn). Le Thần Tong viu a morte de Trịnh Tùng e o governo de Trịnh Tráng. Em 1643, ele abdicou do trono em favor de seu filho. Para repelir as forças invasoras de Trinh, os Nguyễn em 1631 concluíram a construção de duas grandes muralhas, de seis metros de altura e dezoito quilômetros de comprimento, em sua fronteira norte. Os Trinh, com 100.000 tropas, 500 elefantes e 500 grandes juncos, eram numericamente muito superiores ao seu inimigo do sul. Os Nguyễn, no entanto, estavam mais bem equipados, tendo nessa altura adquirido armas e pólvora portuguesas e, como força de defesa, tinham o apoio da população local.
- Lê Chân Tông (1643–1649) – Morreu depois de apenas seis anos, logo após o exército real (Trịnh) sofrer uma derrota desastrosa nas mãos dos Nguyễn. Seu pai assumiu o trono novamente.
- Lê Thần Tông (novamente: 1649–1662) – Recuperou o trono após a morte prematura de seu filho. Esta foi uma época de muitas derrotas para o exército real (ou seja, os Trịnh) em sua longa guerra contra os Nguyễn. Mas com a morte do velho imperador, Trịnh Tạc restaurou a situação e derrotou a ofensiva Nguyễn (veja Guerra Trịnh–Nguyễn para detalhes).
- Lê Huyền Tông (1663–1671) – Durante seu tempo, os Mạc foram expulsos de seu último pedaço de território no extremo norte do Vietnã. No sul, não houve atividade na guerra Trịnh-Nguyen.
- Lê Gia Tông (1672–1675) – Durante seu tempo, a última grande ofensiva ocorreu contra os muros de Nguyễn por Trịnh Tạc. A ofensiva falhou após sete meses de luta e um tratado de paz entre os Trịnh e os Nguyễn foi acordado. Isso começou a longa paz de 100 anos entre o norte e o sul do Vietnã. Durante esse tempo, os Nguyễn continuaram sua expansão para o sul em terras mantidas, ou anteriormente mantidas, pelos Cham e pelos Khmer. Os Trinh, enquanto isso, consolidaram sua autoridade no norte, instituindo reformas administrativas e apoiando a bolsa de estudos. A nobreza e os funcionários acadêmicos do norte e do sul, no entanto, continuaram a bloquear o desenvolvimento da manufatura e do comércio, preferindo manter uma sociedade feudal e camponesa, que eles poderiam controlar.
- Lê Hi Tông (1676–1704) – Este foi um reinado pacífico, embora em 1677 os últimos remanescentes do Mạc tenham atacado o Vietnã a partir da China. Eles foram derrotados. Este Imperador foi forçado a abdicar de seu trono em favor de seu filho pelo novo Senhor Trịnh, Trịnh Cương.
- Lê Dụ Tông (1705–1728) – Um tempo pacífico, embora alguns missionários cristãos tenham sido perseguidos. O Imperador e Trịnh Cương morreram com meses de diferença um do outro em 1728.
- Hôn-đức Duke (1729–1732) – O novo imperador foi colocado na prisão pelo novo senhor Trịnh Trịnh Giang e foi assassinado quatro anos depois..
- Lê Thuần Tông (1732–1735) – Sem grandes acontecimentos durante seu curto reinado.
- Lê Ý Tông (1735–1740) – Trịnh Giang tolamente convenceu o governo chinês a dar-lhe o título de Rei Supremo de Annam (An Nam Thượng Vương). Isso foi amplamente visto como uma usurpação da posição do imperador Lê e a rebelião começou em todo o norte do Vietnã. Trịnh Giang desistiu de seu poder em 1738, o rei abdicou apenas um ano depois.
- Lê Hiển Tông (1740–1786) – Esta foi uma época de muitas revoltas, mas o novo Senhor Trịnh, Trịnh Sâm, conseguiu suprimir todas elas. A revolta Tây Sơn começou no sul em 1772 e a força imperial sob o senhor Trịnh aproveitou a oportunidade para acabar com a trégua de 100 anos e conquistou Huế. No entanto, dizimado por doenças, o exército Trịnh foi forçado a recuar para o Norte, deixando um vácuo de poder para o crescente Tây Sơn.

### Convenções de nomenclatura de imperadores
| Nome de templo      | Nome póstumo                                                                                                  | Nome real                 | Período   | Nome de era                                                                       | Templo                                     |
| ------------------- | --- | ------------------------- | --------- | --------------------------------------------------------------------------------- | ------------------------------------------ |
| Trang Tông          | Dụ hoàng đế                                                                                                   | Lê Duy Ninh               | 1533–1548 | Nguyên Hòa                                                                        | Cảnh Lăng                                  |
| Trung Tông          | Vũ hoàng đế                                                                                                   | Lê Duy Huyên              | 1548–1556 | Thuận Bình                                                                        | Diên Lăng                                  |
| Anh Tông            | Tuấn hoàng đế                                                                                                 | Lê Duy Bang               | 1556–1573 | Thiên Hựu (1557) Chính trị (1558–1571) Hồng Phúc (1572–1573)                      | Bố Vệ Lăng                                 |
| Thế Tông            | Nghị hoàng đế                                                                                                 | Lê Duy Đàm                | 1573–1599 | Gia Thái (1573–1577) Quang Hưng (1578–1599)                                       | chưa biết                                  |
| Kính Tông           | Hiển Nhân Dụ Khánh Tuy Phúc Huệ hoàng đế (Giản Huy đế)                                                        | Lê Duy Tân                | 1599–1619 | Thuận Đức (1600) Hoằng Định (1601–1619)                                           | Hoa Loan Lăng (Bố Vệ Lăng)                 |
| Thần Tông (first)   | Uyên hoàng đế                                                                                                 | Lê Duy Kỳ                 | 1619–1643 | Vĩnh Tộ (1620–1628) Đức Long (1629–1634) Dương Hoà (1634–1643)                    | Quần Ngọc Lăng                             |
| Chân Tông           | Thuận hoàng đế                                                                                                | Lê Duy Hựu                | 1643–1649 | Phúc Thái                                                                         | Hoa Phố Lăng                               |
| Thần Tông (segundo) | Uyên hoàng đế                                                                                                 | Lê Duy Kỳ                 | 1649–1662 | Khánh Đức (1649–1652) Thịnh Đức (1653–1657) Vĩnh Thọ (1658–1661) Vạn Khánh (1662) | Quần Ngọc Lăng                             |
| Huyền Tông          | Khoát Đạt Duệ Thông Cương Nghị Trung Chính Ôn Nhu Hoà Lạc Khâm Minh Văn Tứ Doãn Cung Khắc Nhượng Mục hoàng đế | Lê Duy Vũ                 | 1663–1671 | Cảnh Trị                                                                          | Quả Thịnh Lăng                             |
| Gia Tông            | Khoan Minh Mẫn Đạt Anh Quả Huy Nhu Khắc Nhân Đốc Nghĩa Mỹ hoàng đế                                            | Lê Duy Cối (Lê Duy Khoái) | 1672–1675 | Dương Đức (1672–1673) Đức Nguyên (1674–1675)                                      | Phúc An Lăng                               |
| Hy Tông             | Thông Mẫn Anh Quả Đôn Khoát Khoan Dụ Vĩ Độ Huy Cung Chương hoàng đế                                           | Lê Duy Cáp (Lê Duy Hiệp)  | 1675–1705 | Vĩnh Trị (1678–1680) Chính Hoà (1680–1705)                                        | Phú Lăng                                   |
| Dụ Tông             | Thuần Chính Huy Nhu Ôn Giản Từ Tường Khoan Huệ Tôn Mẫu Hòa hoàng đế                                           | Lê Duy Đường              | 1706–1729 | Vĩnh Thịnh (1706–1719) Bảo Thái (1720–1729)                                       | Cổ Đô Lăng, sau chuyển sang Kim Thạch Lăng |
|                     | Hôn Đức công                                                                                                  | Lê Duy Phường             | 1729–1732 | Vĩnh Khánh                                                                        | Kim Lũ                                     |
| Thuần Tông          | Khoan Hào Đôn Mẫn Nhu Tốn Cẩn Khác Trần Tiềm Giản hoàng đế                                                    | Lê Duy Tường              | 1732–1735 | Long Đức                                                                          | Bình Ngô Lăng                              |
| Ý Tông              | Ôn Gia Trang Túc Khải Túy Minh Mẫn Khoan Hồng Uyên Duệ Huy hoàng đế                                           | Lê Duy Thận (Lê Duy Chấn) | 1735–1740 | Vĩnh Hựu                                                                          | Phù Lê Lăng                                |
| Hiển Tông           | Vĩnh hoàng đế                                                                                                 | Lê Duy Diêu               | 1740–1786 | Cảnh Hưng                                                                         | Bàn Thạch Lăng                             |
|                     | Mẫn hoàng đế                                                                                                  | Lê Duy Khiêm (Lê Duy Kỳ)  | 1786–1789 | Chiêu Thống                                                                       | Bàn Thạch Lăng                             |

| Nome de templo | Nome póstumo            | Nome real     | Causa              |
| -------------- | ----------------------- | ------------- | ------------------ |
| Hiếu Tông      | Imperador Nhân (仁皇帝) | Lê Duy Khoáng | Pai de Lê Anh Tông |
| Tông Hựu       | Imperador Diên (衍皇帝) | Lê Duy Vĩ     | Pai de Lê Mẫn Đế   |

## Militares
O impasse entre os senhores Trịnh e Nguyễn que começou no final do século XVII não marcou, contudo, o início de um período de paz e prosperidade. Em vez disso, décadas de guerra contínua entre as duas famílias deixaram os rurais e os camponeses em um estado enfraquecido, vítimas de impostos cobrados para sustentar as cortes e suas aventuras militares. A necessidade de cumprir com suas obrigações fiscais forçou muitos camponeses a abandonarem suas terras e facilitou a aquisição de grandes extensões de terra por alguns poucos ricos proprietários de terras, nobres e acadêmicos — funcionários públicos. Como os funcionários públicos estavam isentos de pagar imposto sobre a terra, quanto mais terra eles adquiriam, maior era o fardo que recaía sobre os camponeses que conseguiam manter suas terras. Além disso, o campesinato enfrentou novos impostos sobre itens básicos, como carvão, sal, seda e canela, e sobre atividades comerciais, como pesca e mineração. A condição díspar da economia também levou à negligência da extensa rede de sistemas de irrigação. 
À medida que caíam em ruínas, o resultado eram inundações desastrosas e fome, fazendo com que um grande número de pessoas famintas e sem terra vagassem sem rumo pelo campo. O sofrimento generalizado tanto no norte quanto no sul levou a inúmeras revoltas camponesas entre 1730 e 1770. Embora as revoltas tenham ocorrido em todo o país, elas foram essencialmente fenômenos locais, surgindo espontaneamente de causas locais semelhantes. A coordenação ocasional entre movimentos locais não resultou em nenhuma organização ou liderança nacional. Além disso, a maioria das revoltas foi conservadora, pois os líderes apoiaram a restauração da dinastia Lê. No entanto, eles apresentaram demandas por reforma agrária, impostos mais justos e arroz para todos. Os camponeses sem terra foram responsáveis pela maior parte do apoio inicial às várias rebeliões, mas muitas vezes se juntaram a eles mais tarde artesãos, pescadores, mineiros e comerciantes, que foram excluídos de suas ocupações por meio de impostos. Alguns desses movimentos tiveram sucesso limitado por um curto período, mas foi somente em 1771 que alguma das revoltas camponesas teve um impacto nacional duradouro. 
Os Tây Sơn não se contentaram em simplesmente conquistar as províncias do sul de Quangnam. Após uma década de lutas bem-sucedidas no sul contra os Lordes Nguyễn, Nguyễn Huệ (o principal general dos Tây Sơn e sem nenhuma relação com a família governante Nguyễn) e seu exército marcharam para o norte em 1785. O exército real sob o comando de Trịnh Tông foi derrotado por Nguyễn Huệ. Trịnh Tông cometeu suicídio e o Imperador Lê submeteu-se aos desejos do vitorioso Huệ, dando-lhe sua filha em casamento. Huệ retornou ao sul e alguns meses depois, o velho imperador morreu. 
Lê Mẫn Đế (1786–1788). O último imperador Lê. No início de seu reinado, o Trịnh tentou reafirmar o controle sobre o governo. Isso provocou outra marcha para o norte de Nguyễn Huệ e assim o Imperador e os Trịnh fugiram de Dongkinh. A mãe do Imperador e o Trịnh foram à corte imperial do Império Qing para pedir ajuda contra os Tây Sơn. O Imperador Qianlong do Império Qing, sob o pretexto de restaurar a dinastia Lê, enviou uma grande força para invadir o norte do Vietnã. 

No início da guerra, as tropas de Nguyễn Huệ recuaram para o sul e se recusaram a enfrentar o exército Qing. Ele reuniu um grande exército e derrotou o invasor na véspera do Ano Novo Lunar de 1789. Lê Chiêu Thống fugiu para o norte, para a China, para nunca mais voltar. Lê Mẫn Đế foi para Pequimonde:
 "Foi nomeado mandarim chinês de quarta patente e foi alistado sob as bandeiras tártaras. Sua família também permaneceu na China e, a partir dessa data, muitos antigos seguidores de Lê, que não haviam perdido seu ódio pelos Tây Sơn, esperavam encontrar em cada rebelde que levantasse a bandeira da rebelião em seu país um descendente da antiga linhagem real. A última dessas insurreições foi a do Brigadeiro-General Li Hung Tsai em 1878". 

## Cultura

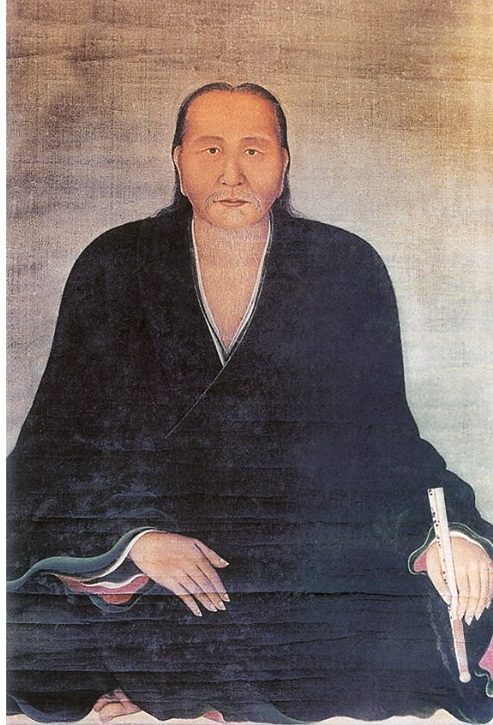
Retrato de Nguyễn Quý Đức (1648–1720) vestindo áo giao lĩnh.

O século XVII também foi um período em que missionários e comerciantes europeus se tornaram um fator importante na vida da corte e na política vietnamita. Embora ambos tenham chegado no início do século XVI, nem os comerciantes estrangeiros nem os missionários tiveram muito impacto no Vietnã antes do século XVII. Português, holandês, inglês e francês já haviam estabelecido postos comerciais em Phố Hiến em 1680. No entanto, os conflitos entre os europeus e a oposição dos vietnamitas tornaram os empreendimentos não lucrativos, e todos os postos de comércio estrangeiro foram fechados por volta de 1700. 
Missionários europeus visitaram o Vietnã ocasionalmente por curtos períodos de tempo, com pouco impacto, a partir do início do século XVI. O mais conhecido dos primeiros missionários foi Alexandre de Rhodes, um jesuíta francês que foi enviado a Hanói em 1627, onde rapidamente aprendeu a língua e começou a pregar em vietnamita. Inicialmente, Rodes foi bem recebido pela corte de Trinh e, segundo consta, ele batizou mais de 6.000 convertidos; no entanto, seu sucesso provavelmente levou à sua expulsão em 1630. Ele é creditado por aperfeiçoar um sistema romanizado de escrita da língua vietnamita (Chữ Quốc ngữ), que provavelmente foi desenvolvido como um esforço conjunto de vários missionários, incluindo Rhodes. Ele escreveu o primeiro catecismo em vietnamita e publicou um dicionário vietnamita-latim-português; essas obras foram os primeiros livros impressos em quốc ngữ. Quốc ngữ foi usado inicialmente apenas por missionários; chữ Hán e chữ Nôm continuaram a ser usados pela corte e pela burocracia. Mais tarde, os franceses apoiaram o uso do Quốc ngữ, que, devido à sua simplicidade, levou a um alto grau de alfabetização e ao florescimento da literatura vietnamita. Após ser expulso do Vietnã, Rhodes passou os trinta anos seguintes buscando apoio para seu trabalho missionário no Vaticano e na hierarquia católica romana francesa, além de fazer diversas outras viagens ao Vietnã. 

As formas de arte daquela época prosperaram e produziram itens de grande valor artístico, apesar das convulsões e guerras. A escultura em madeira foi especialmente desenvolvida e produzia itens que eram usados no dia a dia ou no culto. Muitos desses itens podem ser vistos no Museu Nacional em Hanói. 

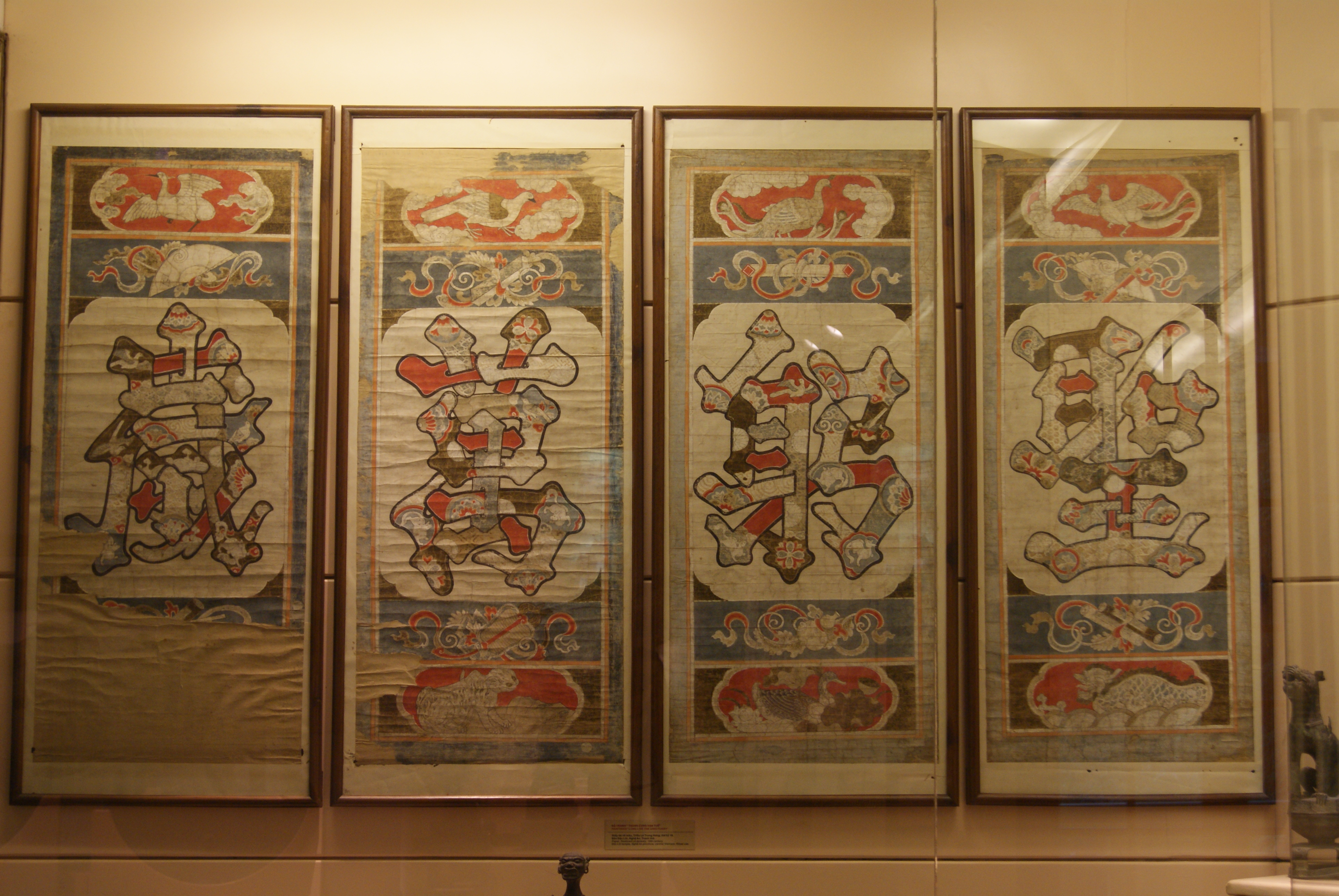
Pinturas em xilogravura "Thánh Cung vạn tuế" ("Viva sua Majestade Imperial") do século XVIII Nghệ An.
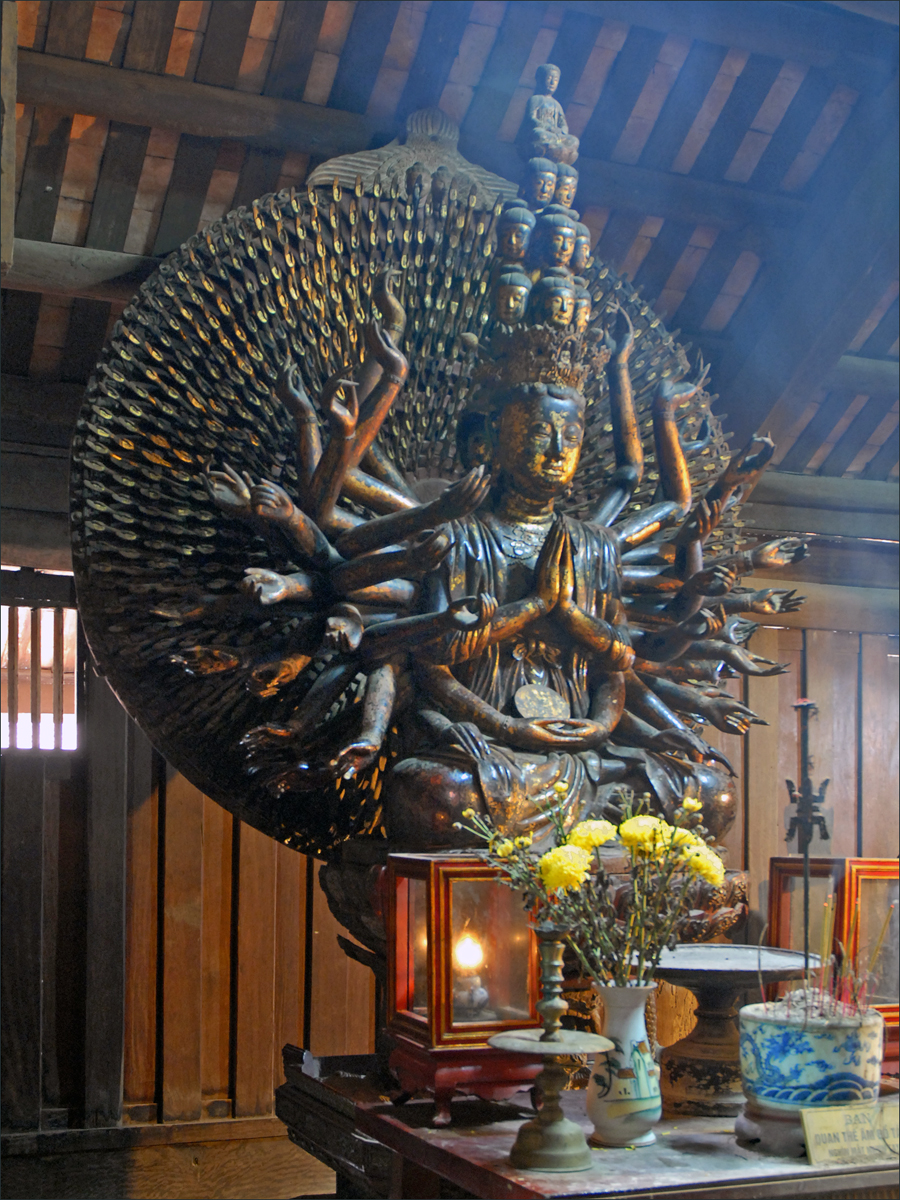
Estátua do Bodhisattva Avalokiteshvara, madeira carmesim e dourada, dinastia Revival Lê, outono do ano Bính Thân (1656), do Templo Bút Tháp na província de Bắc Ninh.
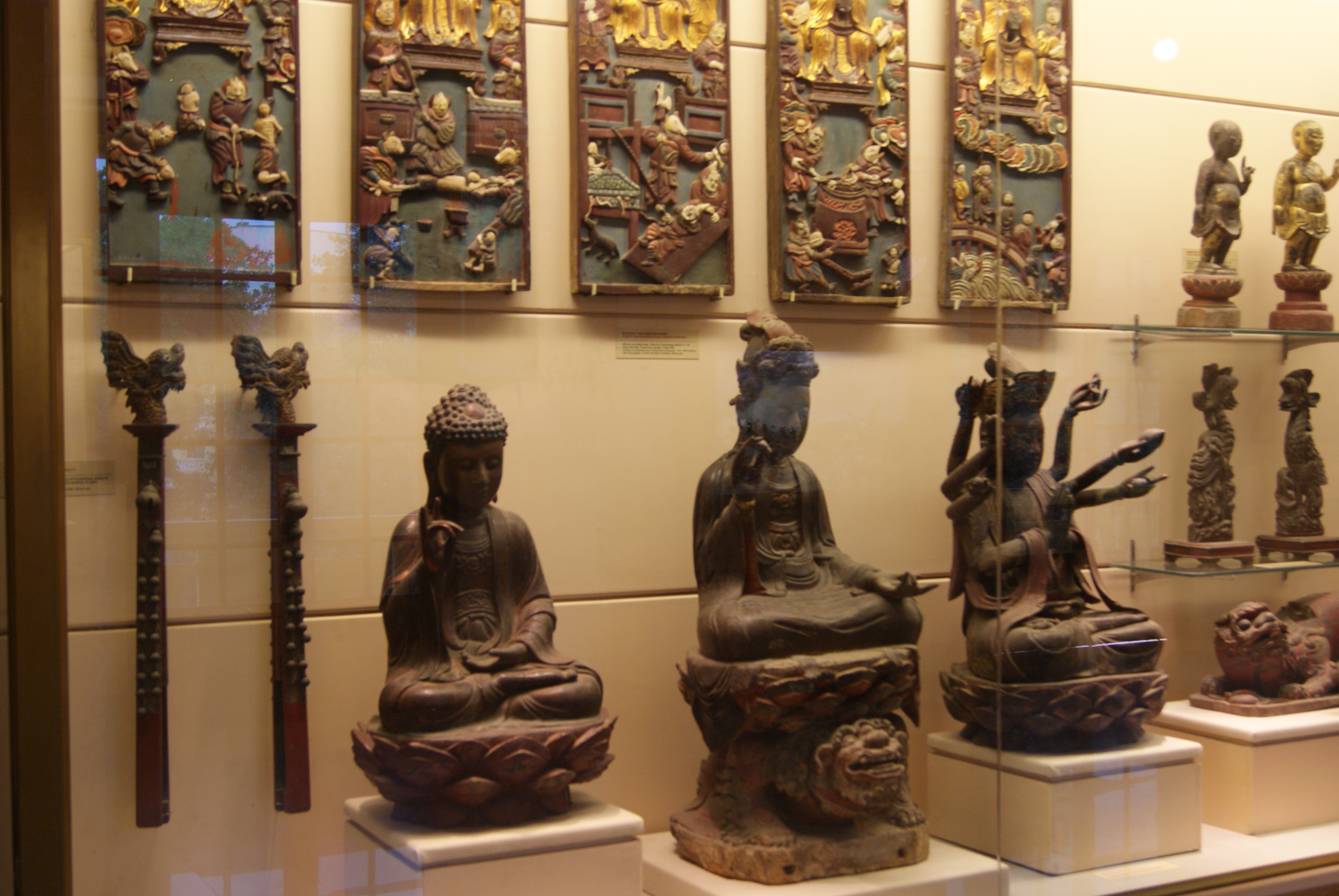
Peças de arte em madeira do século XVII.
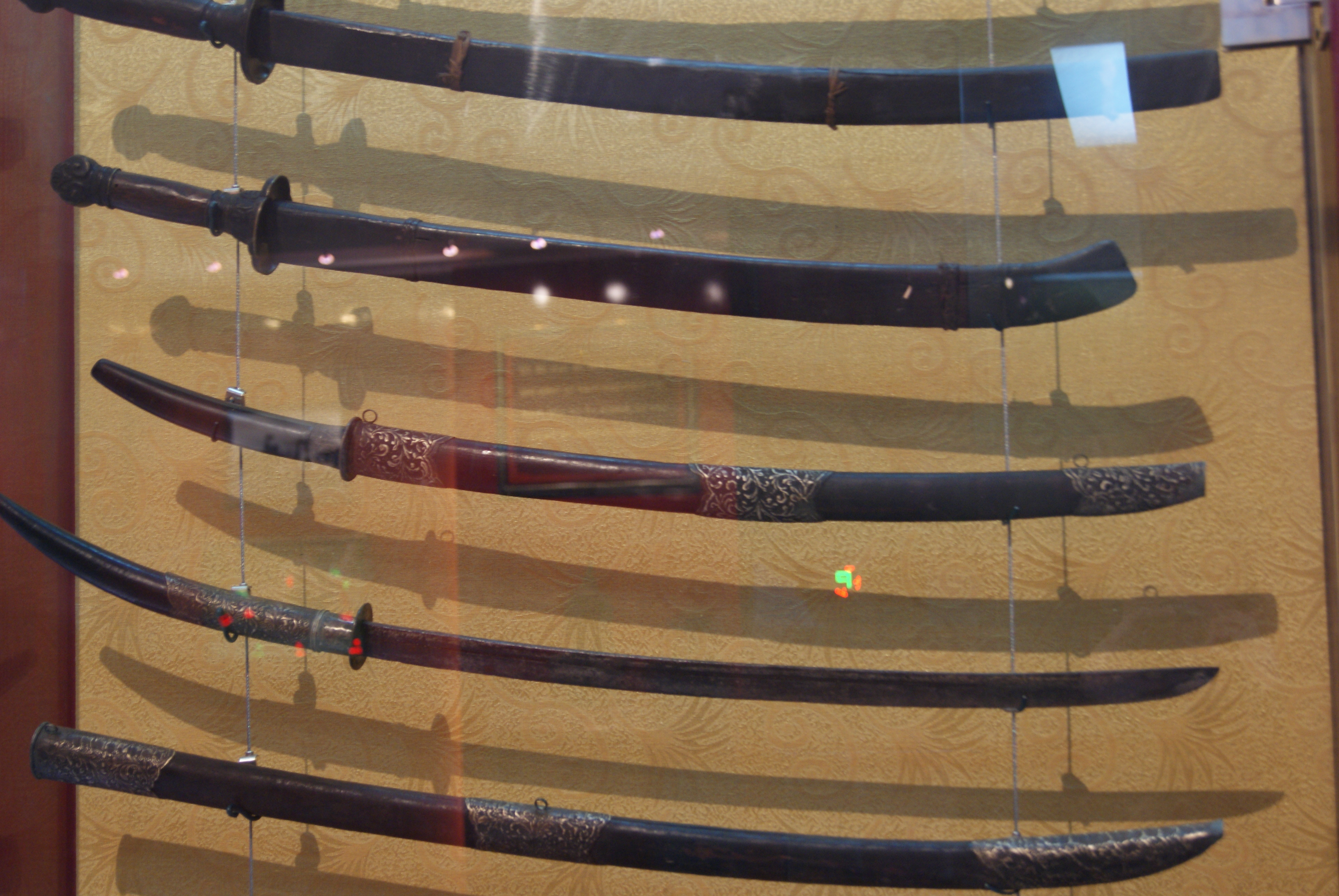
Lâminas do século XVIII no Vietnã.
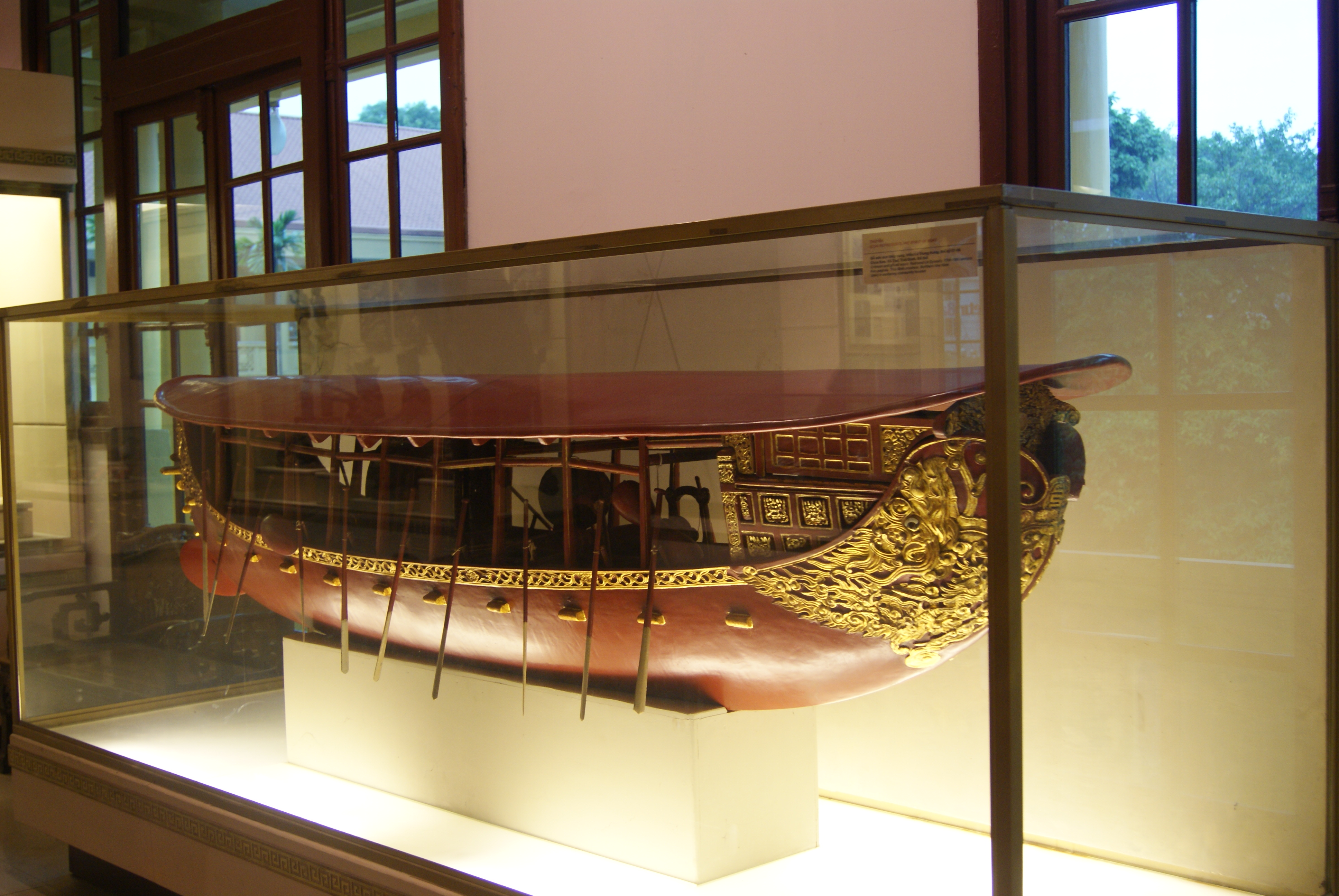
Modelo de canhoneira vietnamita, século XVII, objeto de culto no Templo Keo em Thái Bình.
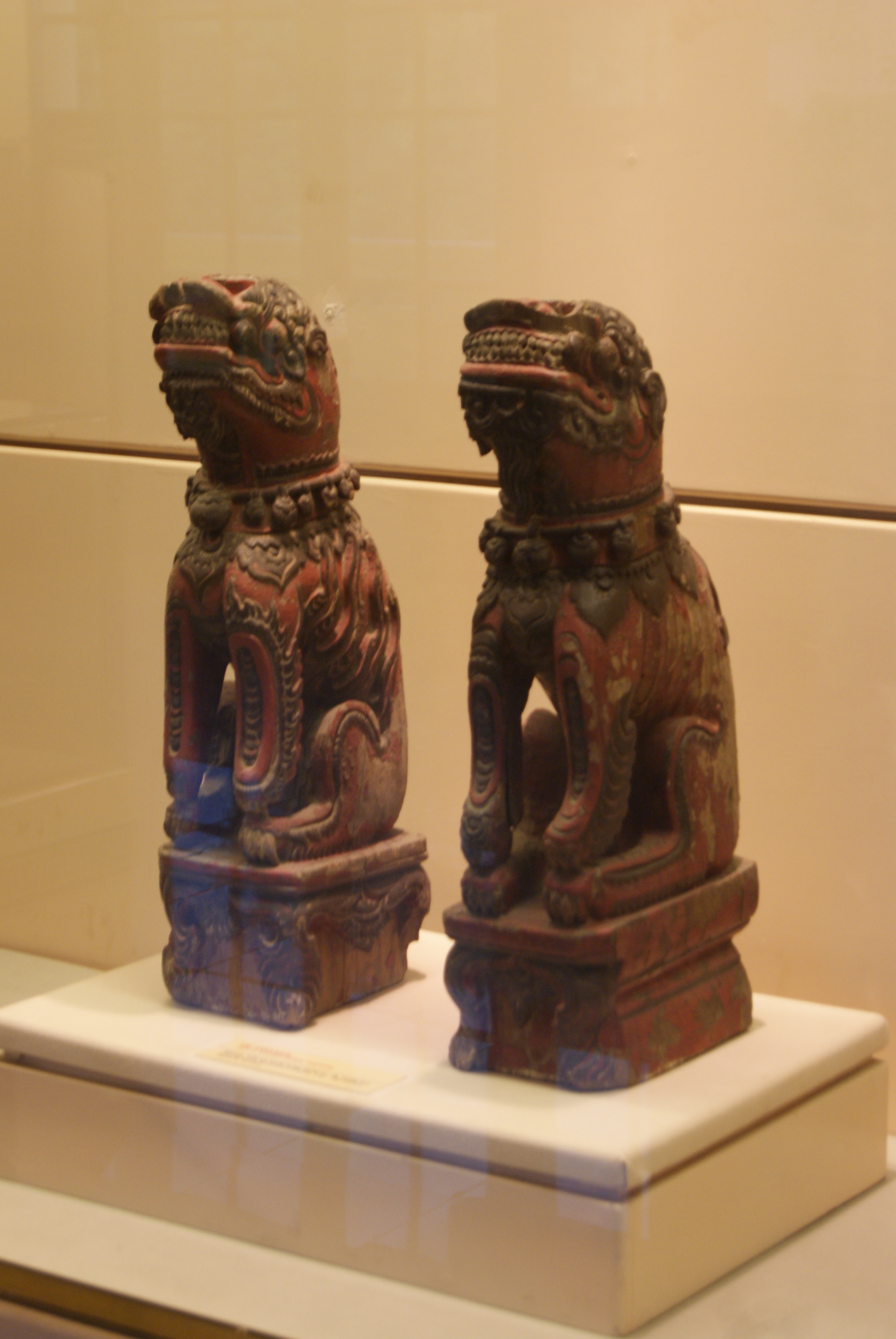
Estatuetas de Nghê (fera mitológica), madeira carmesim e dourada, século XVIII.